# Mesopsammon
Als Mesopsammon (griech.: μέσος mésos = mittlerer, ψάμμος psammos = Sand) bezeichnet man die Gesamtheit der Organismen, die den Lebensraum zwischen den Sandkörnern an Meeressandküsten und im Grund von Gewässern bevölkern. Dieser Lebensraum heißt Sandlückensystem oder Interstitial. Die Gesamtheit der Tiere des Mesopsammons nennt man dementsprechend auch Sandlückenfauna oder interstitielle Fauna.
Es ist eine sehr artenreiche Lebensgemeinschaft (Biozönose) mit Ciliaten, Bärtierchen, Korsetttierchen, Nematoden, Kiefermündchen, Copepoden sowie winzigen Muscheln und Schnecken.
Im Unterschied zum Endopsammon, den Organismen, die im Sand wühlen und grabend leben, bevölkern Tiere des Mesopsammon den vorhandenen Sandzwischenraum. Dadurch erklärt sich die Verzwergung der interstitiellen Fauna als Anpassung an diesen Lebensraum: Würmer, Krebse, Muscheln, Schnecken und andere Organismen sind hier durch Anpassung an den Lebensraum auf minimale Größe geschrumpft.
Die Lebensbedingungen im Interstitial sind für die Organismen oft besonders unwirtlich. Die Temperatur schwankt in manchen Breiten zwischen minus 5 °C im Winter und mehr als 40 °C im Sommer, auch die Tagestemperatur kann sich rasch und stark verändern. Der Salzgehalt des Wassers ist großen Schwankungen unterworfen und die Sande können rasch austrocknen. Unter anderem wegen der mechanischen Beanspruchung wachsen hier keine Pflanzen, die Schutz und Halt bieten könnten. Wind und Wellen verändern die Morphologie des Lebensraumes. Die Bewohner dieses Ökosystems müssen an diese Bedingungen gut angepasst sein. Ein evolutionärer Vorteil ist dabei die vergleichsweise geringe Konkurrenz bei relativ großen Flächen, die diese Ökologische Nische weltweit zur Verfügung stellt.